# 17638 Sualan
17638 Sualan (1996 PB1) là một tiểu hành tinh vành đai chính được phát hiện ngày 11 tháng 8 năm 1996 bởi G. R. Viscome ở Rand Observatory.